# 管弦楽のための二つの祈り
管弦楽のための二つの祈り（かんげんがくのためのふたつのいのり Deux prières pour orchestre）は、別宮貞雄が1956年1月から4月にかけて作曲した管弦楽曲である。

## 概要
フランス留学で培った知識を集めた作品で、1944年の池内友次郎への師事から始まる初期作品の集大成である。その証拠に、この作品でそうした手堅い作りは社会的に広く注目され、彼の作曲家としての存在を不動のものとした。初演は1956年5月10日東京交響楽団第78回定期演奏会にて齋藤秀雄の指揮で行われた。同時に毎日音楽賞と尾高賞を受賞した。
音楽之友社から出版。録音としては芥川也寸志によるもの（『芥川也寸志の世界6 Japanese orchestra works 1941-56』フォンテック）、若杉弘によるもの（『別宮貞雄管弦楽作品集』カメラータ）がある。　また、本図智夫編曲による吹奏楽版も存在する。

## 楽器編成
フルート3、オーボエ2、イングリッシュホルン、クラリネット2、バスクラリネット、ファゴット2、コントラファゴット、ホルン3、トランペット3、トロンボーン3、テナートロンボーン2、バストロンボーン、チューバ、打楽器4(ティンパニ、小太鼓、中太鼓、大太鼓、シンバル、タムタム、トライアングル)、(チェレスタ、ピアノ)同一奏者、ハープ、弦五部、

## 楽曲構成
題名の通り2楽章で構成され、それぞれ「悲しみをもって Douloureux」、「雄々しく Vaillant」という標題が付けられている。
第1楽章 悲しみを持って
共通的な主題が交互に呈示されるため、広い意味での変奏曲と言える。低音のオルゲンプンクトに乗り、バスクラリネットが主題を提示する。その後、独奏ヴィオラを核とした弦楽群が副主題を奏し、木管と打楽器による動機を中心として頂点に達し、導入部を締め括る。続いてクラリネットとチェレスタによる半音階的対位法の上でオーボエが叙情的な主題を提示する。この主題は大きな波に乗って強くなり、クライマックスを構築する。やがて、この楽章の主要動機である7/8拍子の弦のオスティナートを伴い、ヴァイオリンとフルートが副主題に似た動機を現し、間もなく、5/8拍子の主題がこれに付随する。これら2つの主題や動機は交互に奏され、後者の主題は、ヴァイオリンとヴィオラのユニゾンが木管の対位法に加わる。そして、オーボエ独奏により、コーダが締め括られる。
第2楽章 雄々しく
金管の堂々としたファンファーレで開始され、この動機の一部はフーガにも使われる。フーガ主題はチェロとコントラバスに現れ、ヴァイオリンとヴィオラのユニゾンの対話の後、木管の上でヴァイオリンがオクターヴ上の主題を提示し、チェロとコントラバスの対話により四声が奏され、展開部では対位法、主題を逆にしたもの、ファンファーレの一部が使われる。クライマックスのストレッタで、グレゴリオ聖歌の「クレード」を変形させた動機が提示されると、だんだん強くなって躍動感のあるクライマックスを構築し、盛り上がった後に、唐突に消え入るように終わる。